# Tourelle de la Plate
Pour les articles homonymes, voir Plate.
La tourelle de la Plate  la plus connue en France (un certain nombre de tourelles portent ce nom sur le littoral : cap de la Hague, baie de Saint-Malo, etc.), est une balise située dans le raz de Sein. Encore appelée « Petite Vieille » (Gwrac'h Vihan en breton), elle accompagne le phare de la Vieille, face à la pointe du Raz (Finistère, Bretagne, France).

## Histoire
La commission des phares décide lors de sa séance du 5 juin 1886 de la construction d'une tourelle à proximité du phare de la Vieille, qui était alors en construction.
Le chantier débute en 1887, mais doit rapidement être interrompu, car le vapeur nécessaire à sa construction, La Confiance, est utilisé ailleurs.
Les travaux peuvent reprendre en 1893 et sont achevés en 1896. La tourelle octogonale prend appui sur une base cylindrique, ces deux parties étant en béton armé. Le tout s'élève à environ 9,50 mètres au-dessus des mers les plus hautes.
Le 4 décembre 1896, soit quelques mois après que la construction a été terminée, une violente tempête se déchaîne sur la tourelle : elle est décapitée. Des travaux de reconstruction sont donc entrepris durant l'été suivant, mais ils ne sont terminés qu'en 1909 à la suite de nombreuses difficultés. Les premiers essais ont lieu en 1910. Le 31 août 1911, un feu fixe vert permanent alimenté au gaz d'huile est installé.

## Rôle actuel
Actuellement, la tourelle a rôle de cardinale ouest, indiquant de passer à l'ouest de la tourelle. feu 9 scintillements.

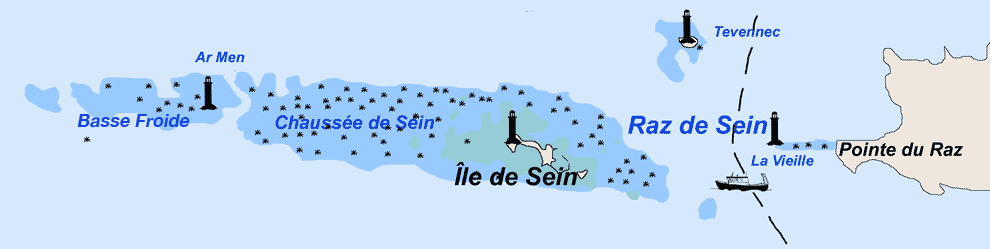